# Fra Filippo Lippi
Para su hijo, el pintor del último tercio del quattrocento italiano, ver Filippino Lippi
Fra Filippo di Tommaso Lippi 
(Florencia, 1406-Spoleto, 8 de octubre de 1469), conocido como Fra Filippo Lippi, fue un pintor cuatrocentista italiano. Sobresalió por la originalidad del paisaje y la elegancia nerviosa en el dibujo, que influyó decisivamente en Botticelli.
Con la novicia Lucrezia Buti tuvo al también famoso pintor Filippino Lippi.

## Biografía

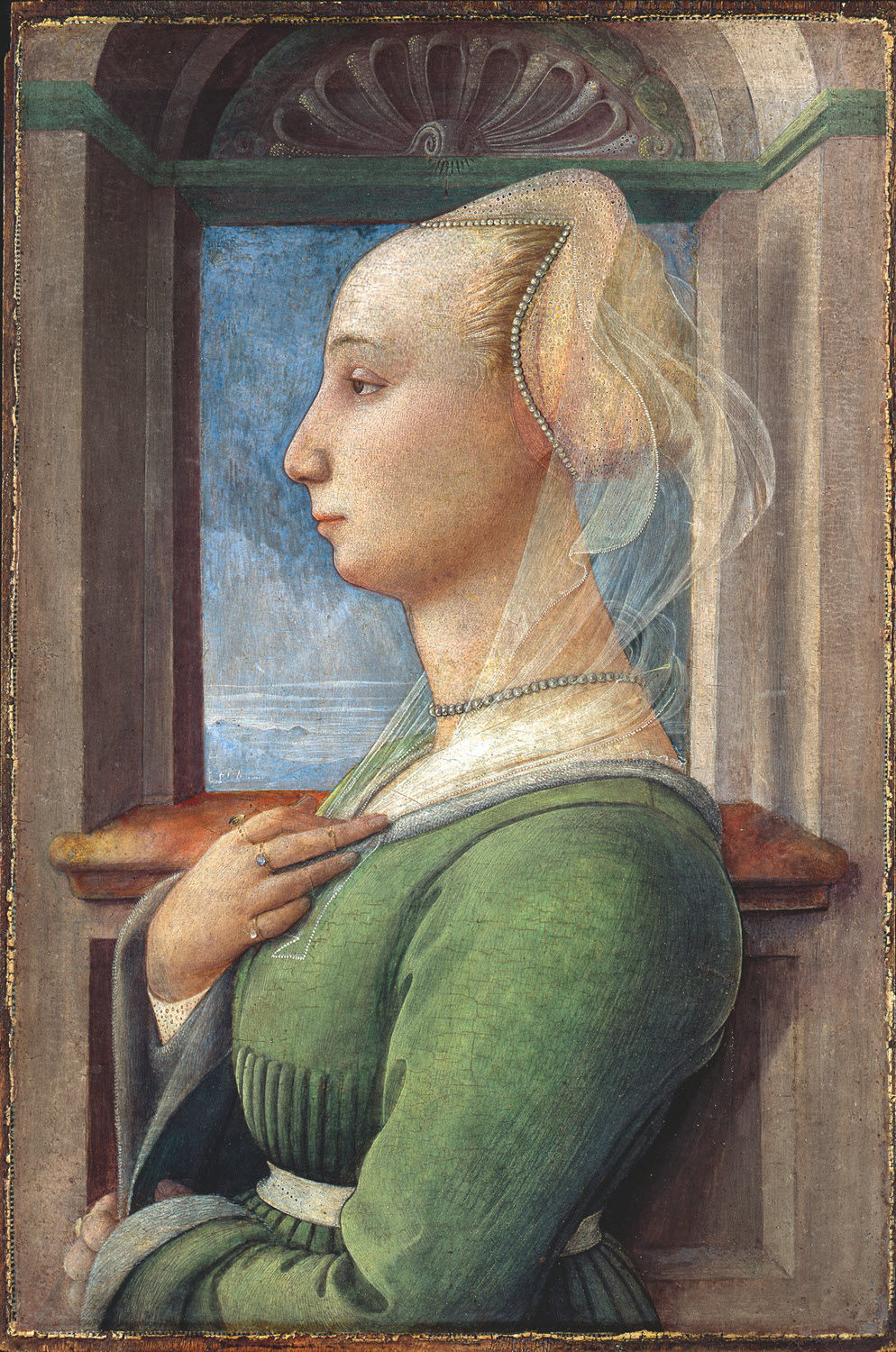
Filippo Lippi, Retrato femenino, 1440-1442. Temple sobre tabla, 50 x 33 cm, Berlín, Gemäldegalerie.

Fray Filippo Lippi nació en Florencia en 1406, hijo de un carnicero. Cuando todavía era pequeño, sus padres murieron. Fue enviado a vivir con su tía Mona Lapaccia; que como era demasiado pobre para criarlo, lo colocó en el convento carmelita vecino. Tenía ocho años cuando entró en el convento y comenzó su educación. En 1420 fue admitido en la comunidad de frailes carmelitas del convento de Nuestra Señora del Monte Carmelo en Florencia, haciendo los votos religiosos al año siguiente, a la edad de dieciséis años. Fue ordenado sacerdote aproximadamente en 1425 y permaneció en ese convento hasta 1432.
Giorgio Vasari, el primer historiador del arte del Renacimiento, escribe que Lippi quiso convertirse en pintor al ver al gran Masaccio trabajando en la iglesia del Carmine. Los primeros trabajos de Lippi, notablemente la Madonna Tarquinia (Galleria Nazionale, Roma) muestran esa influencia de Masaccio. A propósito de ello y de sus inicios en la pintura dice Vasari «era muy diestro e ingenioso en las labores manuales, pero bruto y poco capacitado para el estudio de las letras [...] Y, como en el noviciado disfrutaba siempre garabateando en los papeles de sus hermanos mientras estudiaban, el prior le dio todo tipo de facilidades para que aprendiera a pintar».
Según Vasari, Lippi visitó después Ancona y Nápoles, donde fue capturado por piratas de Berbería y retenido como esclavo, pero su habilidad para dibujar retratos ayudó a liberarlo. La historia resulta poco probable y tiene mal encaje atendiendo a los documentos que señalan la presencia de Lippi en su convento de Florencia ininterrumpidamente entre 1421 y 1432 y en Padua en 1434, por lo que Louis Gillet y otros historiadores consideran que esto es «seguramente nada más que una leyenda».
Con el regreso de Lippi a Florencia, sus pinturas se hicieron populares, garantizando el apoyo de la familia Medici, sobre todo de Cosme el Viejo, que le encargó La anunciación y los Siete santos. Cosme de Medici tuvo que encerrarlo para obligarlo a trabajar, e incluso entonces el pintor escapó con una cuerda hecha con sus sábanas. Sus escapadas lo llevaron a dificultades financieras y su vida incluyó muchas historias similares de demandas, quejas, promesas incumplidas y escándalos.

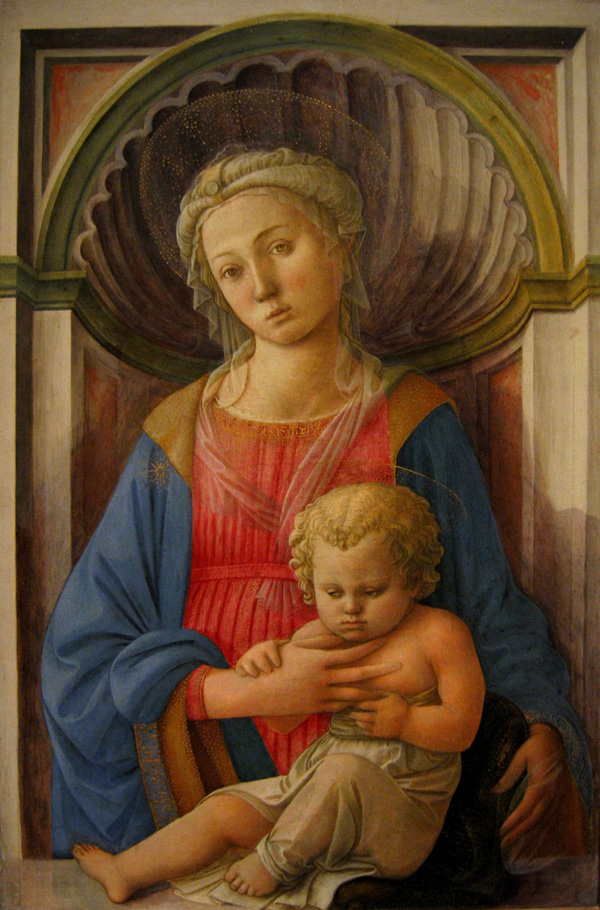
Virgen con Niño, 1440-45, temple sobre tabla, Galería Nacional de Arte, Washington D. C..

En 1441 Lippi pintó un retablo para las monjas de S. Ambrogio, que ahora es una atracción importante de la Academia de Florencia, y se celebró en el conocido poema de Robert Browning, Fra Lippo Lippi. Representa la coronación de la Virgen entre los ángeles y los santos.
En 1452 Lippi fue nombrado capellán de las monjas del Monasterio de Santa María Magdalena de Florencia.
En junio de 1456 se traslada a Prato (cerca de Florencia) para pintar los frescos del coro de la catedral. En 1458, mientras se dedicaba a este trabajo, comenzó a pintar un cuadro para la capilla del monasterio de Santa Margarita en esa ciudad, donde conoció a Lucrezia Buti, una bella novicia de la Orden, hija de un florentino llamado Francesco Buti. Lippi pidió que se le permitiera que posara para la figura de la Virgen (o tal vez de Santa Margarita). En ese contexto Lippi se enamoró de su modelo, la sedujo y entabló relación carnal con ella, secuestrándola durante una procesión para llevarla a su propia casa y la mantuvo allí a pesar de los esfuerzos de las monjas por recuperarla. De esta relación nació su hijo, Filippino Lippi, quien también se convirtió en un famoso pintor siguiendo a su padre.
En 1457 fue nombrado Rector (Rettore commendatario) de S. Quirico de Legania, una de las instituciones de las que ocasionalmente obtuvo ganancias considerables. A pesar de estos beneficios, Lippi luchó para escapar de la pobreza a lo largo de su vida.
El final de la vida de Lippi pasó a Spoleto, donde le habían encargado pintar escenas de la vida de la Virgen para el ábside de la catedral. En el ábside está el Cristo coronando a la Virgen, con ángeles, sibilas y profetas. Esta serie, que no es totalmente igual a la de Prato, fue completada por uno de sus asistentes, su compañero carmelita, Fra Diamante, después de la muerte de Lippi. Lippi murió en Spoleto, alrededor del 8 de octubre de 1469. La causa de su muerte es motivo de controversia. Se ha dicho que el papa le otorgó a Lippi una dispensa por casarse con Lucrezia, pero antes de que llegara el permiso, Lippi había sido envenenado por los familiares indignados de Lucrezia o de una dama que la había reemplazado en el afecto inconstante del pintor.

## Características de su obra
Influido por Masaccio, del que este pintor del Quattrocento fue el discípulo más directo, Fra Filippo Lippi dio a los temas tradicionales una nueva intensidad, en especial por su concepción del espacio (utiliza paisajes en lugar de fondos planos, a fin de contrastar figuras) y por su búsqueda de los efectos de color, lo que lo hace uno de los mejores expertos coloristas de esa época. Sobresale por la originalidad del paisaje y la elegancia nerviosa en el dibujo, que influyó decisivamente en Botticelli, destacándose su valoración por el movimiento y el gusto por lo anecdótico.
Como naturalista, tiene un realismo menos vulgar que el de algunos de sus contemporáneos, con animaciones genuinas que incluyen incidentes semi-humorísticos y personajes menores.
Trata frecuentemente temas religiosos, siendo su mayor aportación a la pintura quattrocentista florentina un mayor acento profano respecto a las obras de Masaccio o Fra Angélico que le sirvieron de inspiración, puesto que enfoca el arte religioso desde su lado humano.
Su carrera estuvo en continuo desarrollo, sin grandes variaciones en estilo o color.

## Comentarios sobre algunas de sus obras
Banquete de Herodes (1460-64)

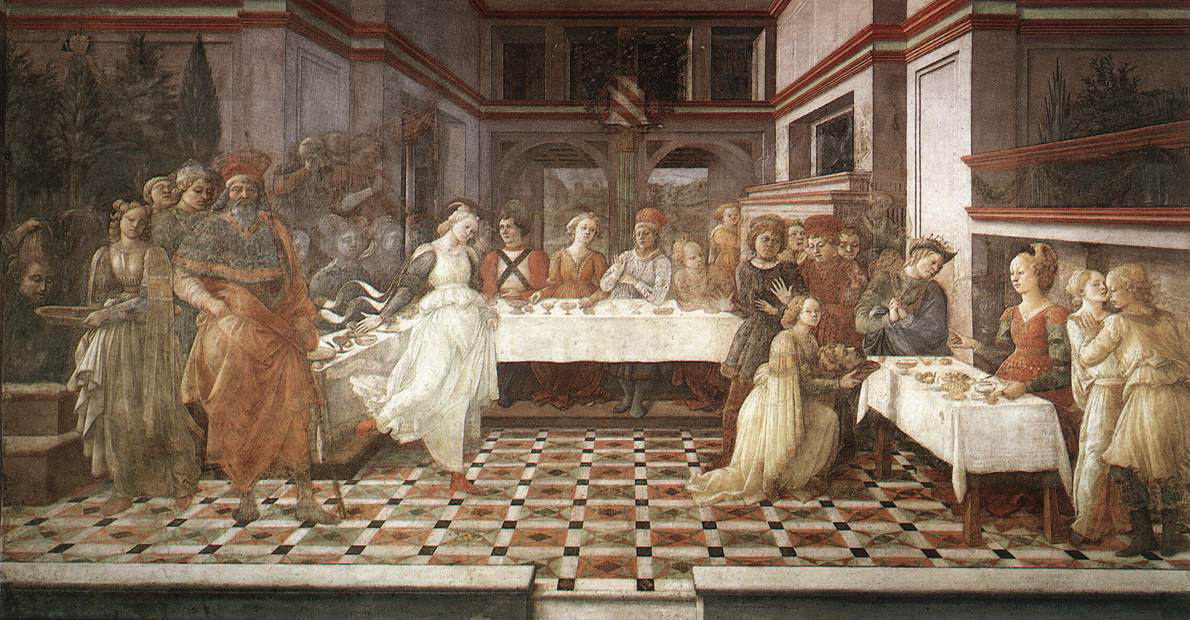
Banquete de Herodes, catedral de Prato.

Este fresco ubicado en la catedral de Prato representa el banquete de Herodes, al que ninguno de los invitados rehusó asistir. Todos estaban ataviados para la ocasión y disfrutaron copiosamente, transcurriendo la noche en ebriedad y desenfreno, para terminar con la degollación de Juan el Bautista. 
En la pintura aparecen dos escenas, una a la izquierda donde se encuentran los monarcas y Salomé danzando y otra a la derecha donde Salomé recibe la cabeza del Bautista.
Para la figura de Salomé el pintor creó un tipo femenino que no debe nada a la casta fórmula observada de la edad precedente, en el que la gracia voluptuosa, los delicados y poco frecuentes arabescos y el afectado arreglo del vestido, servirán de inspiración a Botticelli para Judith y las Hijas de Jethro. 
Virgen con Niño y dos ángeles (h. 1465)

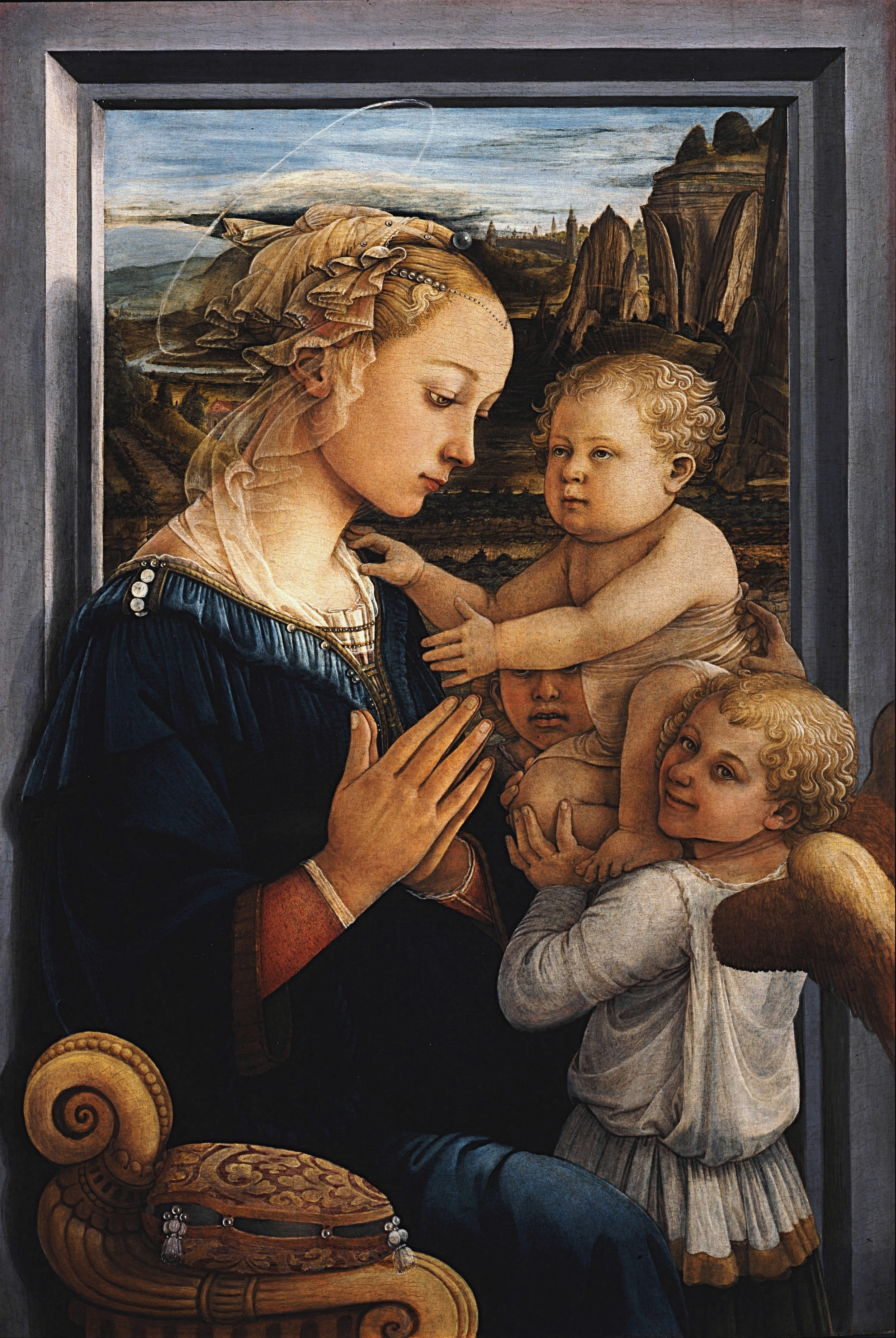
La Virgen con el Niño y dos ángeles, 1465. Temple sobre tabla, 95 x 62 cm, Florencia, Uffizi.

La gran aportación de Fra Filippo Lippi al Quattrocento se encuentra en el sentido humano de sus obras, que se aprecia sobre todo en las Madonnas como la de la pintura mostrada. Este tipo de Madonnas servirá de inspiración a Botticelli, quien trabajó en el taller de Lippi en Prato. 
En la pintura, dos ángeles elevan al Niño hasta la Virgen que lo recibe con las manos en actitud orante; en el rostro de María se aprecian los rasgos de Lucrecia Buti, novicia con quien Fra Filippo Lippi tuvo al pintor Filippino Lippi. Los rostros son muy expresivos, especialmente el del ángel, que dirige su mirada inocente y una sonrisa cómplice al espectador para involucrarle en el episodio. En el fondo se destaca el paisaje rocoso enmarcado por una ventana en colores pálidos, que otorga una sensación de profundidad. 
El color en la pintura crea una delicada luz, y el juego de luz y sombras, sumado a las transparencias en algunas telas, genera la ilusión de movimiento.